# Obizzo Malaspina

Stemma dei Malaspina.

Obizzo Malaspina (... – 1185/86) è stato un cavaliere medievale italiano.

## Biografia
Figlio di Adalberto Malaspina, nel 1154 partecipò alla battaglia di Tortona contro Federico Barbarossa, ma nel 1164 si alleò con lui salvandolo dai pontremolesi.
Negli ultimi anni appoggiò la Lega Lombarda. Nel 1172, con il sostegno di Pisa, scatenò  una dura rivolta contro Genova.
Sposò Maria Bianco di Vezzano, da cui ebbe tre figli. Da lui discende Spinetta Malaspina detto il Grande di Fosdinovo.

## Discendenza
Obizzo ebbe tre figli:
- Obizzo II (detto "Obizzone") (Ramo dei Malaspina dello Spino Secco)[1]
- Morello o Moroello (Ramo dei Malaspina dello Spino Fiorito)[1]
- Alberto, detto Moro.[1]